# Lagerpetidae
Lagerpetidae (/ˈlɑːdʒˌərpɛtɪˈdeɪ/; originalmente Lagerpetonidae) é uma família de avemetatarsalianos basais. Os membros da família são conhecidos do Triássico Superior da Argentina, Arizona, Brasil, Novo México e Texas.  Lagerpetídeos eram tipicamente pequenos, embora alguns, como Dromomeron gigas, fossem razoavelmente grandes. Os fósseis de lagerpetídeos são muito raros, sendo os achados mais comuns relacionados aos membros posteriores, que possuíam uma série de características únicas.

## Descrição
Tal como acontece com a maioria dos avemetatarsalianos basais, as adaptações mais características dos lagerpetídeos ocorreram nos seus ossos do quadril, perna e tornozelo, provavelmente como resultado destes serem os ossos mais comumente preservados. Fósseis do quadril só são conhecidos em Lagerpeton e Ixalerpeton, que compartilham três adaptações do ílio (lâmina superior do quadril). A crista supracetabular, uma crista óssea que se encontra acima do acetábulo, é mais espessa do que a parte anterior da porção média do acetábulo. No entanto, ele também se estende mais adiante do que na maioria dos dinossauromorfos, serpenteando ao longo do comprimento do pedúnculo púbico (a área do ílio que se conecta ao púbis). A faceta do ílio para o púbis se abre para baixo, uma característica também adquirida pelos dinossauros ornitísquios. O quadril em geral era largo, tinha um acetábulo fechado (isto é, um com uma parede interna óssea) e tinha duas vértebras sacrais, sem muitas especializações de dinossauromorfos posteriores, como dinossauros.
Como outros arcossauros basais (e relacionados ao arcossauriforme Euparkeria), o fêmur (osso da coxa) era delgado e em forma de "S". A cabeça do fêmur era fina quando vista de cima, e seu ápice projetava-se cerca de 45 graus entre a posição medial (para dentro) e anterior (para frente). A maioria dos arcossauros tinha três tubérculos (saliências) na sua cabeça femoral achatada, uma no meio da superfície anterolateral (frente/para fora), outra no meio da superfície póstero-medial (para trás/para dentro) e uma terceira pequena que estava perto o ápice da cabeça femoral. No entanto, em lagerpetídeos o tubérculo anterolateral é ausente, apresentando uma emarginação logo abaixo na cabeça , onde o tubérculo seria normalmente esperado. A cabeça femoral em si era notavelmente em forma de gancho quando vista de lado. A porção distal do fêmur (ou seja, a porção perto do joelho) tinha um par de côndilos em ambos os lados da superfície posterior, bem como uma terceira estrutura conhecida como uma crista tibiofibularis, que estava presente logo acima do côndilo lateral . A crista tibiofibularis era peculiarmente aumentada em lagerpetídeos, aumentando e se modificando ao longo da evolução do grupo, como em Ixalerpeton e particularmente em Dromomeron.
A tíbia e a fíbula (ossos da canela) eram longas e finas, com a tíbia mais longa que o fêmur e geralmente similar à tíbia dos primeiros dinossauros terópodes. O tornozelo era formado por dois ossos principais: o astrágalo (que entra em contato tanto com a tíbia quanto a fíbula) e o calcâneo (que só entra em contato com a fíbula). Assim como em outros dinossauromorfos, o astrágalo era duas vezes mais largo que o calcâneo, que era reduzido. Além disso, os dois ossos eram co-ossificados (fundidos) em algumas formas, semelhante à condição em pterossauros e alguns dinossauros basais (coelofisídeos, por exemplo). Um par de pequenas estruturas em forma de pirâmide ergue-se do astrágalo, uma na frente da faceta para a tíbia e a outra atrás dela. O da frente é semelhante a uma estrutura encontrada nos tornozelos dos dinossauriformes, conhecida como processo ascendente anterior, e pode ser homóloga a ele. No entanto, o processo ascendente posterior (aquele atrás da faceta tibial) é inteiramente exclusivo dos lagerpetídeos. A parte posterior do astrágalo não tem um sulco horizontal, semelhante a Tropidosuchus, terópodes e ornitísquios, mas ao contrário da maioria dos outros arcossauriformes. Como os pterossauros e os dinossauros (mas ao contrário de Marasuchus e da maioria dos outros arcossauros), a faceta do calcâneo que recebe a fíbula é côncava e não há evidência de uma pronunciada protuberância para trás conhecida como tubérculo do calcâneo.

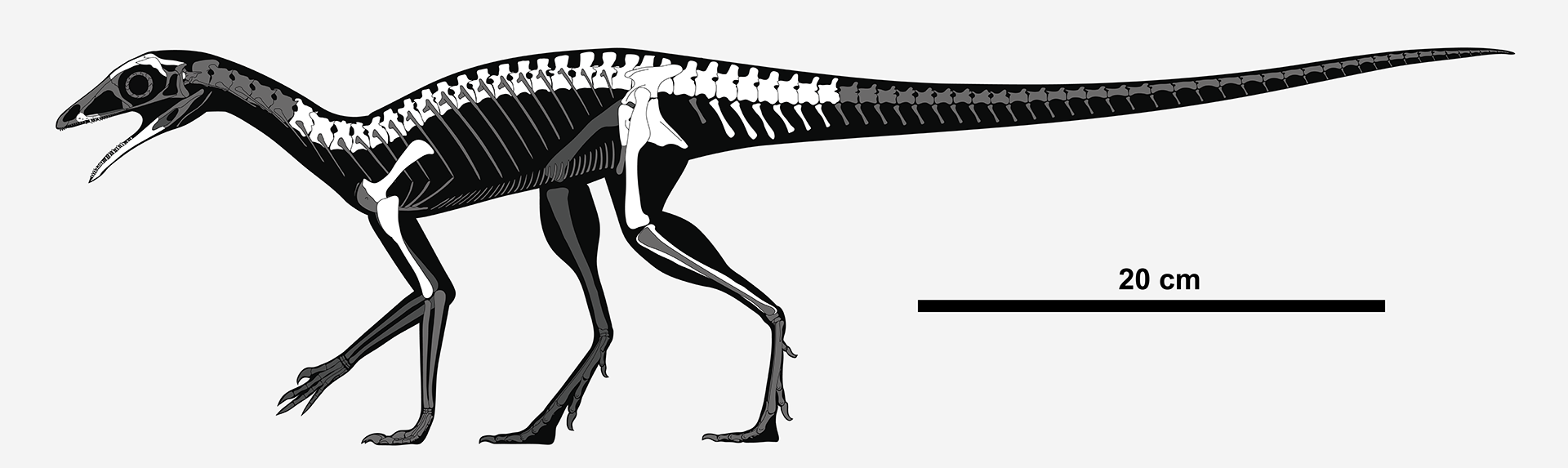
Esqueleto de Ixalerpeton polesinensis, elementos ósseos conhecidos em branco e cinza claro, e desconhecidos em cinza escuro.

## Classificação
Os lagerpetídeos foram originalmente classificados como membro do grupo Dinosauromorpha. A família foi originalmente nomeada Lagerpetonidae por Arcucci em 1986, embora mais tarde foi renomeada Lagerpetidae em um estudo filogenético por Nesbitt et al. (2009). Um clado de lagerpetídeos também foi recuperado nas grandes análises filogenéticas dos primeiros dinossauros e outros dinossauromorfos que foram produzidos por Baron, Norman & Barrett (2017). Mais recentemente, Muller et al. (2018) realizou o estudo mais abrangente sobre a filogenia dos lagerpetídeos, que reuniu todos os espécimes, táxons e morfotipos de lagerpetídeos conhecidos até o momento, em três das mais recentes matrizes de dados sobre a evolução inicial dos dinossauromorfos/arcossauros. Finalmente, Garcia et al. (2019) adicionou um lagerpetídeo não-nomeado (sendo este um novo morfotipo) às matrizes de dados usadas no estudo de Muller et al. (2018).
Cladograma simplificado baseado em Cabreira et al. (2016): 
|  | Lagerpeton                                                 |
|  |                                                            |
|  | \| \| Ixalerpeton \| \| \| \| \| \| Dromomeron \| \| \| \| |
|  |                                                            |
|  | Ixalerpeton                                                |
|  |                                                            |
|  | Dromomeron                                                 |
|  |                                                            |

|  | Ixalerpeton |
|  |             |
|  | Dromomeron  |
|  |             |

|  | Marasuchus |
|  | |
|  | \| \| Pseudolagosuchus \| \| \| \| \| \| Lewisuchus \| \| \| \| \| \| Saltopus \| \| \| \| \| \| Dinosauria \| \| \| \| |
|  | |
|  | Pseudolagosuchus |
|  | |
|  | Lewisuchus |
|  | |
|  | Saltopus |
|  | |
|  | Dinosauria |
|  | |

|  | Pseudolagosuchus |
|  |                  |
|  | Lewisuchus       |
|  |                  |
|  | Saltopus         |
|  |                  |
|  | Dinosauria       |
|  |                  |

|  | Lagerpeton                                                 |
|  |                                                            |
|  | \| \| Ixalerpeton \| \| \| \| \| \| Dromomeron \| \| \| \| |
|  |                                                            |
|  | Ixalerpeton                                                |
|  |                                                            |
|  | Dromomeron                                                 |
|  |                                                            |

|  | Ixalerpeton |
|  |             |
|  | Dromomeron  |
|  |             |

|  | Marasuchus |
|  | |
|  | \| \| Pseudolagosuchus \| \| \| \| \| \| Lewisuchus \| \| \| \| \| \| Saltopus \| \| \| \| \| \| Dinosauria \| \| \| \| |
|  | |
|  | Pseudolagosuchus |
|  | |
|  | Lewisuchus |
|  | |
|  | Saltopus |
|  | |
|  | Dinosauria |
|  | |

|  | Pseudolagosuchus |
|  |                  |
|  | Lewisuchus       |
|  |                  |
|  | Saltopus         |
|  |                  |
|  | Dinosauria       |
|  |                  |

|  | Lagerpeton                                                 |
|  |                                                            |
|  | \| \| Ixalerpeton \| \| \| \| \| \| Dromomeron \| \| \| \| |
|  |                                                            |
|  | Ixalerpeton                                                |
|  |                                                            |
|  | Dromomeron                                                 |
|  |                                                            |

|  | Ixalerpeton |
|  |             |
|  | Dromomeron  |
|  |             |

|  | Marasuchus |
|  | |
|  | \| \| Pseudolagosuchus \| \| \| \| \| \| Lewisuchus \| \| \| \| \| \| Saltopus \| \| \| \| \| \| Dinosauria \| \| \| \| |
|  | |
|  | Pseudolagosuchus |
|  | |
|  | Lewisuchus |
|  | |
|  | Saltopus |
|  | |
|  | Dinosauria |
|  | |

|  | Pseudolagosuchus |
|  |                  |
|  | Lewisuchus       |
|  |                  |
|  | Saltopus         |
|  |                  |
|  | Dinosauria       |
|  |                  |

|  | Lagerpeton                                                 |
|  |                                                            |
|  | \| \| Ixalerpeton \| \| \| \| \| \| Dromomeron \| \| \| \| |
|  |                                                            |
|  | Ixalerpeton                                                |
|  |                                                            |
|  | Dromomeron                                                 |
|  |                                                            |

|  | Ixalerpeton |
|  |             |
|  | Dromomeron  |
|  |             |

|  | Marasuchus |
|  | |
|  | \| \| Pseudolagosuchus \| \| \| \| \| \| Lewisuchus \| \| \| \| \| \| Saltopus \| \| \| \| \| \| Dinosauria \| \| \| \| |
|  | |
|  | Pseudolagosuchus |
|  | |
|  | Lewisuchus |
|  | |
|  | Saltopus |
|  | |
|  | Dinosauria |
|  | |

|  | Pseudolagosuchus |
|  |                  |
|  | Lewisuchus       |
|  |                  |
|  | Saltopus         |
|  |                  |
|  | Dinosauria       |
|  |                  |

Por outro lado, Kammerer et al. (2020), Ezcurra et al. (2020) recuperaram Lagerpetidae como o clado irmão dos pterossauros, com base em fósseis recém-descritos da mandíbula, membros anteriores e caixa craniana. Baron (2021) também recuperou resultado semelhante.